# Nepiesta rufocincta
Nepiesta rufocincta là một loài tò vò trong họ Ichneumonidae.